# Chek Lap Kok
Chek Lap Kok is een gedeeltelijk kunstmatig Hongkongs eiland dat ten noorden van Lantau ligt. Op het eiland ligt de Hong Kong International Airport/Chek Lap Kok Airport. Voordat het vliegveld van Hongkong gebouwd werd, bestond het eiland uit twee eilanden: Chek Lap Kok zelf en het eiland Lam Chau 欖洲. De dorpen van Chek Lap Kok waren allemaal vissersdorpen.

## Geschiedenis
Bij archeologisch onderzoek vond men dat het eiland al zesduizend jaar bewoond is.